# Puchar PZM na Żużlu 1967
Puchar Polskiego Związku Motorowego 1967 – 6. edycja zawodów żużlowych o przechodni Puchar Zarządu Głównego Polskiego Związku Motorowego w sezonie 1967. O puchar rywalizowało 16 drużyn w 4 grupach. Rozegrano po 4 rundy dla każdej z grup. Podział grup był następujący: w Grupie I rywalizowały 4 najlepsze drużyny sezonu 1966, a w Grupie II – drużyny z miejsc 5-6 + 2 drużyny które awansowały do I ligi w sezonie 1966. W grupach III i IV drużyny z II ligi + 2 drużyny które spadły z I ligi w sezonie 1966 (III Grupa). W klasyfikacji generalnej zwyciężyli żużlowcy ROW Rybnik.

## Drużyny
| Grupa I - I Liga                                          | Grupa II - I liga                                                  | Grupa III - II liga                                                      | Grupa IV - II liga                                 |
| --------------------------------------------------------- | ------------------------------------------------------------------ | ------------------------------------------------------------------------ | -------------------------------------------------- |
| Wybrzeże Gdańsk Stal Gorzów Wlkp. Stal Rzeszów ROW Rybnik | Sparta Wrocław Włókniarz Częstochowa Polonia Bydgoszcz Unia Tarnów | Śląsk Świętochłowice Zgrzeblarki Zielona Góra Kolejarz Opole Unia Leszno | Stal Toruń Polonia Piła Motor Lublin Start Gniezno |

## Rundy

### Grupa I
| Poz. | Klub              | Punkty |
| ---- | ----------------- | ------ |
| 1    | RKM Rybnik        | 34     |
| 2    | Stal Gorzów Wlkp. | 24     |
| 3    | Wybrzeże Gdańsk   | 23     |
| 4    | Stal Rzeszów      | 14     |

| Poz. | Klub              | Punkty |
| ---- | ----------------- | ------ |
| 1    | ROW Rybnik        | 35     |
| 2    | Stal Rzeszów      | 24     |
| 3    | Stal Gorzów Wlkp. | 23     |
| 4    | Wybrzeże Gdańsk   | 14     |

| Poz. | Klub              | Punkty |
| ---- | ----------------- | ------ |
| 1    | ROW Rybnik        | 35     |
| 2    | Stal Rzeszów      | 24     |
| 3    | Wybrzeże Gdańsk   | 20     |
| 4    | Stal Gorzów Wlkp. | 17     |

| Poz. | Klub              | Punkty |
| ---- | ----------------- | ------ |
| 1    | ROW Rybnik        | 44     |
| 2    | Stal Gorzów Wlkp. | 22     |
| 3    | Wybrzeże Gdańsk   | 18     |
| 4    | Stal Rzeszów      | 12     |

| Tabela Grupy I \| Poz. \| Klub \| Punkty \| \| ---- \| ----------------- \| ------ \| \| 1 \| ROW Rybnik \| 148 \| \| 2 \| Stal Gorzów Wlkp. \| 86 \| \| 3 \| Wybrzeże Gdańsk \| 75 \| \| 4 \| Stal Rzeszów \| 74 \| |                   |        |
| Poz. | Klub              | Punkty |
| 1 | ROW Rybnik        | 148    |
| 2 | Stal Gorzów Wlkp. | 86     |
| 3 | Wybrzeże Gdańsk   | 75     |
| 4 | Stal Rzeszów      | 74     |

### Grupa II
| Poz. | Klub                  | Punkty |
| ---- | --------------------- | ------ |
| 1    | Sparta Wrocław        | 32     |
| 2    | Włókniarz Częstochowa | 30     |
| 3    | Polonia Bydgoszcz     | 24     |
| 4    | Unia Tarnów           | 10     |

| Poz. | Klub                  | Punkty |
| ---- | --------------------- | ------ |
| 1    | Sparta Wrocław        | 37     |
| 2    | Włókniarz Częstochowa | 22     |
| 3    | Unia Tarnów           | 21     |
| 4    | Polonia Bydgoszcz     | 16     |

| Poz. | Klub                  | Punkty |
| ---- | --------------------- | ------ |
| 1    | Unia Tarnów           | 38     |
| 2-3  | Sparta Wrocław        | 25     |
| 2-3  | Włókniarz Częstochowa | 19     |
| 4    | Polonia Bydgoszcz     | 13     |

| Poz. | Klub                  | Punkty |
| ---- | --------------------- | ------ |
| 1    | Włókniarz Częstochowa | 31,5   |
| 2    | Sparta Wrocław        | 30,5   |
| 3    | Unia Tarnów           | 26     |
| 4    | Polonia Bydgoszcz     | 10     |

| Tabela Grupy II \| Poz. \| Klub \| Punkty \| \| ---- \| --------------------- \| ------ \| \| 1 \| Sparta Wrocław \| 124,5 \| \| 2 \| Włókniarz Częstochowa \| 102,5 \| \| 3 \| Unia Tarnów \| 95 \| \| 4 \| Polonia Bydgoszcz \| 63 \| |                       |        |
| Poz. | Klub                  | Punkty |
| 1 | Sparta Wrocław        | 124,5  |
| 2 | Włókniarz Częstochowa | 102,5  |
| 3 | Unia Tarnów           | 95     |
| 4 | Polonia Bydgoszcz     | 63     |

### Grupa III
| Tabela Grupy III \| Poz. \| Klub \| Punkty \| \| ---- \| ------------------------ \| ------ \| \| 1 \| Unia Leszno \| 120 \| \| 2 \| Śląsk Świętochłowice \| 114 \| \| 3 \| Kolejarz Opole \| 103 \| \| 4 \| Zgrzeblarki Zielona Góra \| 44 \| |                          |        |
| Poz. | Klub                     | Punkty |
| 1 | Unia Leszno              | 120    |
| 2 | Śląsk Świętochłowice     | 114    |
| 3 | Kolejarz Opole           | 103    |
| 4 | Zgrzeblarki Zielona Góra | 44     |

### Grupa IV
| Tabela Grupy IV \| Poz. \| Klub \| Punkty \| \| ---- \| ------------- \| ------ \| \| 1 \| Stal Toruń \| 137,5 \| \| 2 \| Polonia Piła \| 92,5 \| \| 3 \| Start Gniezno \| 90 \| \| 4 \| Motor Lublin \| 61 \| |               |        |
| Poz. | Klub          | Punkty |
| 1 | Stal Toruń    | 137,5  |
| 2 | Polonia Piła  | 92,5   |
| 3 | Start Gniezno | 90     |
| 4 | Motor Lublin  | 61     |

## Tabela końcowa
| Poz. | Klub                     |
| ---- | ------------------------ |
| 1    | ROW Rybnik               |
| 2    | Stal Gorzów Wlkp.        |
| 3    | Wybrzeże Gdańsk          |
| 4    | Stal Rzeszów             |
| 5    | Sparta Wrocław           |
| 6    | Włókniarz Częstochowa    |
| 7    | Unia Tarnów              |
| 8    | Polonia Bydgoszcz        |
| 9    | Unia Leszno              |
| 10   | Śląsk Świętochłowice     |
| 11   | Kolejarz Opole           |
| 12   | Zgrzeblarki Zielona Góra |
| 13   | Stal Toruń               |
| 14   | Polonia Piła             |
| 15   | Start Gniezno            |
| 16   | Motor Lublin             |